# Carcelia longimana
Carcelia longimana là một loài ruồi trong họ Tachinidae.